# میوشی سوی
میوشی سوی (به ژاپنی: 三好宗渭)، میوشی ماسایاسو (به ژاپنی: 三好政康)، سامورایی و از ملازمان خاندان میوشی، اهل ژاپن بود. وی یکی از سه نفری بود که به عنوان سه ژنرال میوشی شناخته می‌شوند.